# 里克乡
里克乡，是中华人民共和国四川省凉山彝族自治州甘洛县曾经下辖的一个乡。2020年6月，撤销里克乡，将原里克乡划归新市坝镇管辖。

## 行政区划
里克乡撤销前下辖以下地区：
居什村、里克村、巴拉村和乃托村。